# Óscar Alende

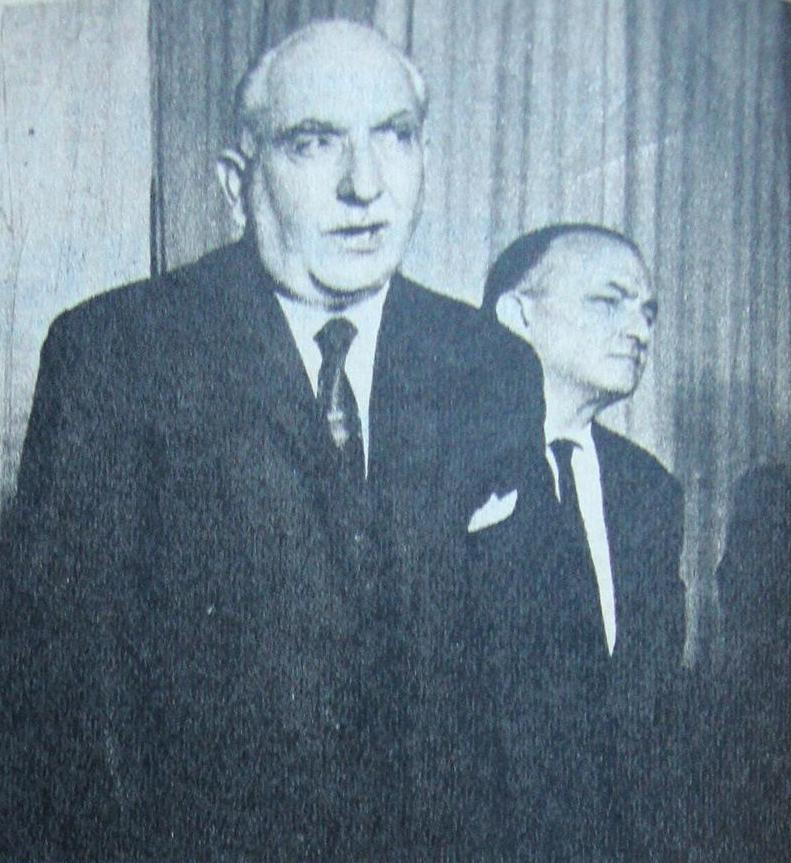
Amb Celestino Gelsi el 1965.

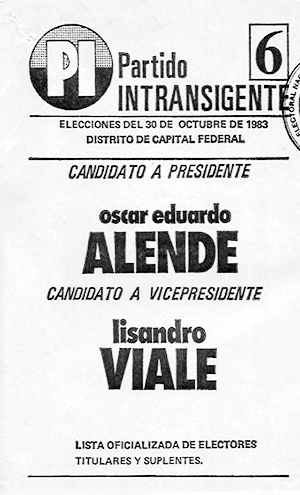
Butlleta electoral d'Alende-Viale per a les Eleccions presidencials de 1983.

Óscar Eduardo Alende (Maipú, Buenos Aires, 6 de juliol de 1909 – 22 de desembre de 1996), conegut amb el sobrenom de Bisonte, va ser un metge i polític argentí, pertanyent a la Unió Cívica Radical, Unió Cívica Radical Intransigent i Partit Intransigent, del qual en va ser fundador.

## Biografia
La seva infància i estudis primaris van transcórrer a Maipú (Buenos Aires), mudant-se a Mar del Plata per assistir a l'escola secundària.
Va treballar des dels 17 anys. La seva primera feina va ser d'escrivent a la Direcció General d'Escoles de la província de Buenos Aires, exercint així des de primerenca edat tasques periodístiques a la revista d'educació d'aquesta direcció.
Va cursar els estudis secundaris a Mar del Plata i els tres primers anys de Medicina a la Universitat Nacional de la Plata on es va adherir al moviment de la Reforma Universitària arribant a ser president del Centre d'Estudiants de Medicina i vicepresident de la Federació Universitària de la Plata. Es va traslladar a Buenos Aires per finalitzar els seus estudis, llicenciant-se com a metge el 1933 a la Facultat de Medicina de la Universitat de Buenos Aires.
Va exercir sempre la seva professió amb gran reconeixement, fins i tot durant el temps en què va ser governador de la província de Buenos Aires. Va ser cap de Cirurgia Gastrointestinal de l'Hospital Rawson de la ciutat de Buenos Aires, professor de l'Escola Quirúrgica de l'Hospital Finocchietto i membre de l'Acadèmia Argentina de Cirurgia.
Va morir a Buenos Aires el 22 de desembre de 1996.

### Activitat política
El 1945 fou un dels signants de la Declaració d'Avellaneda, realitzada pel sector yrigoyenista intransigent de la UCR. Durant el govern de Perón, fou elegit com a diputat provincial per la Unió Cívica Radical entre 1948 i 1952, assolint la presidència del bloc. El 1952 fou elegit diputat nacional fins al 1955.
El 16 de juny de 1955 es va produir el Bombardeig de Plaça de Maig; com a conseqüència, els peronistes van cremar diverses esglésies i diversos diputats van ser empresonats, entre ells Óscar Alende i Arturo Frondizi, juntament amb altres 800 presos polítics.
El 10 d'agost de 1955 va denunciar davant la Cambra de Diputats que una flota britànica es trobava en aigües territorials argentines, i va demanar que s'investigués el fet, pero la majoria peronista ho va rebutjar. L'origen de la denúncia havia estat un informe tramès al comandant en cap de la flota de mar, Juan B. Bassi, segons el qual, quan la flota argentina es trobava realitzant exercicis al davant del Golf de Sant Maties, havia captat ressons de radar que indicaven el seu seguiment per altres embarcacions i a més l'aviador naval Alcides Corvera havia gravat transmissions per ràdio en anglès; les autoritats navals van treure importància a l'informe, però el seu contingut va arribar confidencialment a coneixement de Frondizi, qui el va filtrar a Alende. Ja enderrocat Perón, Alende es va entrevistar amb els agregats navals dels Estats Units i de la Gran Bretanya, que van confirmar que, per aquelles dates, els seus vaixells més propers es trobaven a més de 5000 milles de distància, i va quedar satisfet amb les seves explicacions.
Entre 1955 i 1957, durant el règim militar conegut com a Revolució Alliberadora, fou membre de la Junta Consultiva Nacional. El 1956, quan la UCR es va dividir, va formar part del grup dirigit per Arturo Frondizi, que formà la Unió Cívica Radical Intransigent (UCRI).
El 1958, quan Arturo Frondizi és elegit president de la Nació, Alende fou elegit governador de la província de Buenos Aires. Alende prengué partit contra Illia, acusant-lo de manca de representativitat i de no ser prou dur contra el peronisme, en intentar aixecar la prescripció que hi havia sobre aquell partit. Va denunciar, a més, que Illia formava part de la "infiltració marxista".
El 1963 fou elegit per conduir l'UCRI i candidat presidencial del partit a les eleccions que perdria contra Arturo Illia (UCRP).
El 1972 va fundar el Partit Intransigent (PI), ja que el govern militar va prohibir a l'UCRI fer servir aquest nom. El 1973, com a candidat a president per l'Aliança Popular Revolucionària, va obtenir el 7,4% dels vots.
Un cop recuperada la democràcia el 1983, va liderar el Partit Intransigent i fou candidat presidencial aquell mateix any. Va ser diputat durant els períodes 1985-1989, 1989-1993 i 1993-1997, mandat que no finalitzaria degut a la seva mort.
Durant la dècada del 80 el Partit Intransigent va ser la tercera força política nacional, arribant a sumar un milió de vots a les legislatives de 1985.

## Publicacions
- Entretelones de la Trampa (1964)
- Los que mueven las palancas (1971)
- Marcha al Sur
- Mi Memoria (1988)
- El país que nos dejan (1989)[6]
- Qué es el Partido Intransigente (1983)
- Complot contra la democracia (1982)
- Cabalgando con Jauretche: testimonios (1985)